# Myrornas krig

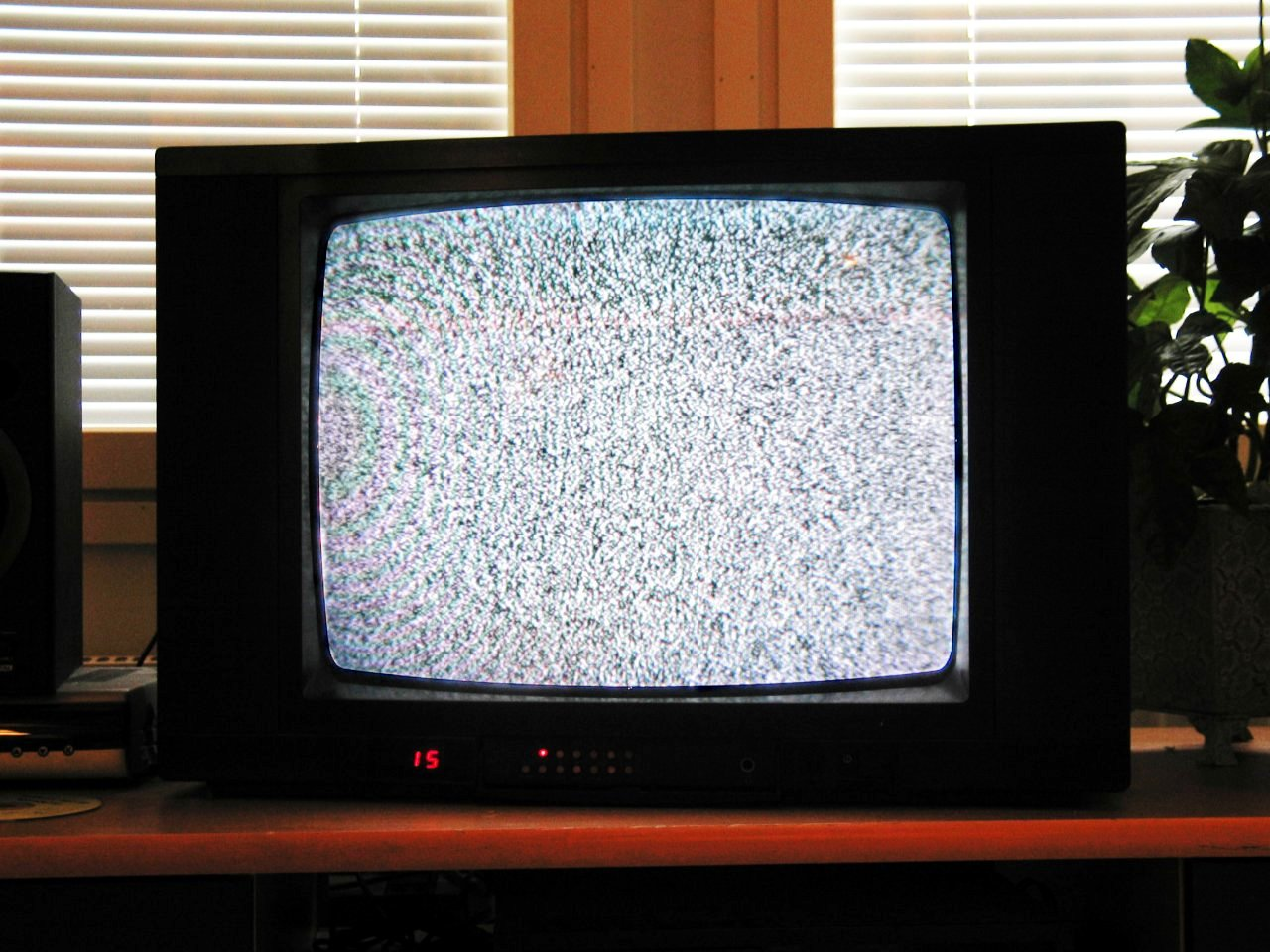
Brus på en TV-skärm

Myrornas krig eller myrkrig avser den bild som syns i en TV-apparat med analog mottagare när inget program sänds. Bilden uppstår genom att enbart brus mottas av TV-apparaten. Detta brus klassificeras som vitt brus. Det kan beskrivas som svarta och vita prickar som rör sig på skärmen, vilket ger ett intryck av myror som krigar.
Bakgrundsbruset orsakas av radiovågor från rymden och solen som antennen tar emot, samt termiskt brus från TV-mottagarens första förstärkningssteg. 
I moderna analoga TV-apparater filtreras ofta brusljudet bort, även om brusbilden fortfarande visas. I och med att digital-TV ersätter de analoga TV-sändningarna blir fenomenet "myrornas krig" ovanligt, eftersom digitala mottagare i frånvaro av digital signal bara ger en svart ruta.
År 2008 var myrornas krig föremål för ett aprilskämt, vilket väckte en hel del reaktioner som inte minst roade den tekniskt insatte.